# Episema zarcoi
Episema zarcoi là một loài bướm đêm trong họ Noctuidae.